# Zaouiet Sousse
Zaouiet Sousse és una ciutat de Tunísia situada a la regió del Sahel, a la governació de Sussa. Construïda al voltant d'una zàuia, el seu creixement i la seva proximitat a la capital de la governació l'han integrada a l'aglomeració Gran Sussa. Sussa es troba sis quilòmetres al nord, Messaadine i Ksibet Thrayet al sud, Sidi Abdelhamid a l'est i les ciutats d'Erriadh i Ezzouhour a l'oest. Adscrita administrativament a la governació de Sussa, és un municipi amb 20.681 habitants l'any 2014.

## Economia
La principal activitat econòmica és l'agricultura, centrada essencialment en el cultiu de l'olivera i la ramaderia. També és un gran productor de llet, transportada des d'un centre de recollida fins a la indústria lletera de Sidi Bou Ali.

## Administració
És el centre de la municipalitat o baladiyya homònima, amb codi geogràfic 31 14 (ISO 3166-2:TN-12).
Al mateix temps, forma un sector o imada (31 66 51), dins de la delegació o mutamadiyya de Zaouit-Ksibet-Thrayet (31 66).